# Близькосхідний технічний університет
Близькосхідний технічний університет (зазвичай його називають METU ; турецькою мовою Orta Doğu Teknik Üniversitesi ODTÜ) — державний технічний університет, розташований в Анкарі, Туреччина. Університет робить особливий акцент на наукові дослідження та освіту в галузі інженерних та природничих наук, пропонуючи близько 40 бакалавратських програм на 5 факультетах, і 97 магістерських програм та 62 докторантури в межах 5 аспірантур. Головний кампус METU займає площу 11,1 тис. акрів (4,5 тис. га), що включає, крім навчальних та допоміжних споруд, ліс площею 7,5 тис. акрів (3 тис. га) та природне озеро Еймір. METU має понад 120 000 випускників у всьому світі. Офіційною мовою навчання в METU є англійська.
Понад третина з 1000 студентів, які набрали найбільшу кількість балів у національному вступному іспиті до університету, вирішили записатися на METU; і більшість його департаментів приймають кращих 0,1 % із майже 1,5 мільйона заявників. METU мав найбільшу частку в національному фінансуванні науково-дослідницької ради в Туреччині (TÜBİTAK) за останні п'ять років, і це провідний університет Туреччини за кількістю участі проектів Рамкової програми Європейського Союзу (FP). Понад 40 % випускників METU вирішили продовжити навчання в аспірантурі.

## Історія

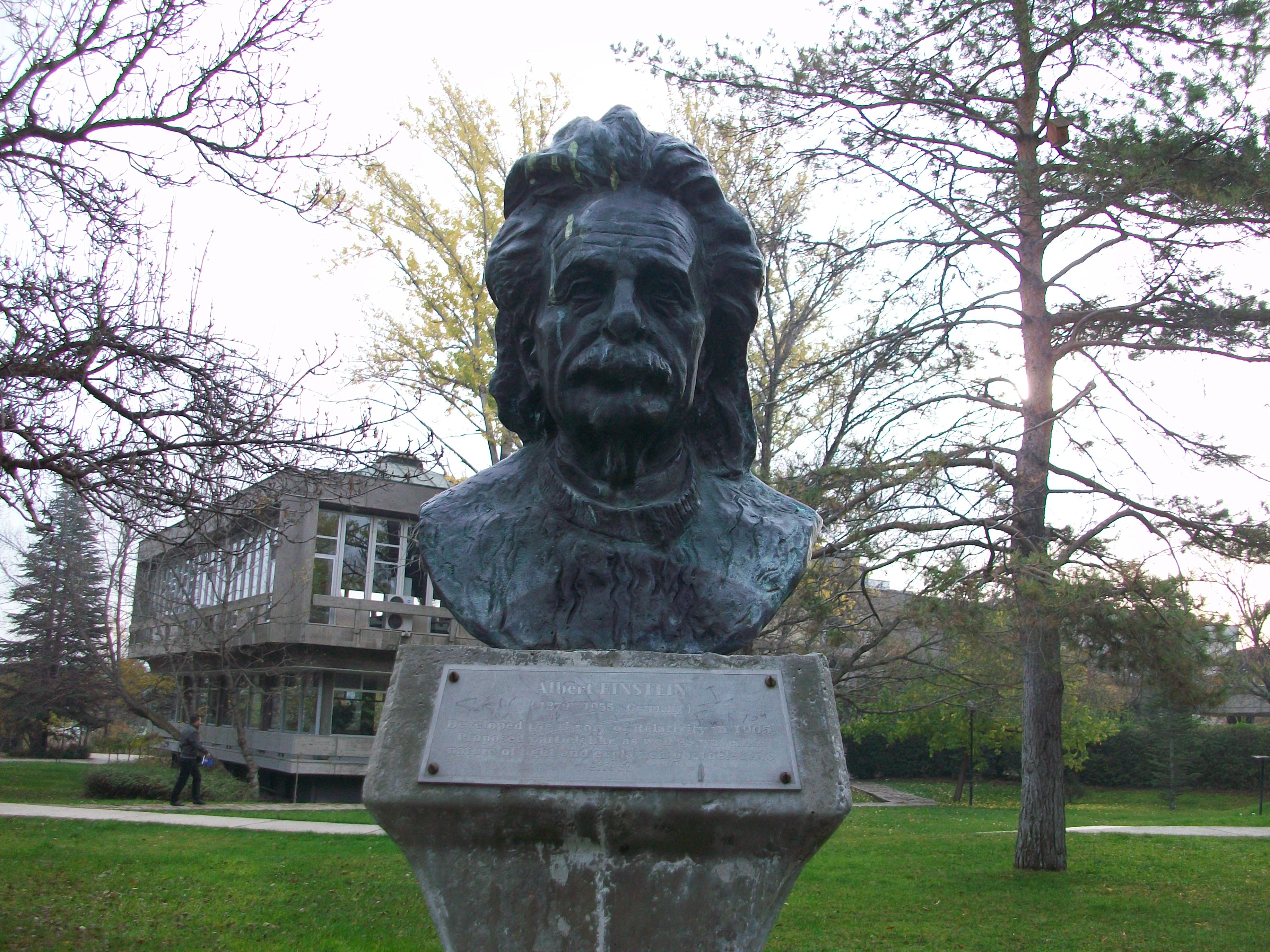
Бюст Альберта Ейнштейна, один із серії пам'яток впливовим вченим на території кампусу METU.

Близькосхідний технічний університет був заснований під назвою «Orta Doğu Teknoloji Enstitüsü» (Технологічний інститут Близького Сходу) 15 листопада 1956 року, щоб сприяти розвитку Туреччини та прилеглих країн Близького Сходу, Балкан та Кавказу, створенню кваліфікованих кадрів з природничих та соціальних наук. «Домовленості та процедури щодо Фонду METU, Закон № 6213» було прийнято 22 січня 1957 року, згідно з яким було прийнято нинішню назву "Orta Doğu Teknik Üniversitesi " (ODTÜ). Нарешті, «Закон про Фонд № 7907», який визначає особливості статусу METU та встановлює його як юридичну особу, був прийнятий 27 травня 1959 року.
У перші роки, одразу після заснування, METU тимчасово розміщувався у невеликій будівлі, яка раніше належала Управлінню соціального захисту пенсіонерів у Кизилаї та іншій будівлі біля Великої Національної асамблеї Туреччини. У 1963 році університет переїхав до свого теперішнього місця на захід від центру міста Анкари, створивши перший університетський кампус Туреччини. У 1956 році кафедра архітектури започаткувала першу академічну програму METU, а потім навесні 1957 р. — кафедру машинобудування. На початок 1957—1958 навчального року були створені архітектурний факультет, інженерний факультет та факультет адміністративних наук. У 1959 році було завершено створення факультету мистецтв і наук. Педагогічний факультет розпочав свою академічну програму в 1982 році.

## Організація

### Факультети та кафедри
МЕТУ має 42 академічні кафедри, більшість з яких організовані у 5 факультетів. Вони відповідають за бакалаврські програми.
- Факультет архітектури: архітектура, містобудування та регіональне планування, промисловий дизайн
- Факультет мистецтв і наук: біологія, хімія, історія, математика, молекулярна біологія та генетика, філософія, фізика, психологія, соціологія, статистика
- Факультет економічних та адміністративних наук: бізнес-адміністрування, економіка, міжнародні відносини, політологія та державне управління
- Педагогічний факультет: комп'ютерна освіта та навчальні технології, навчальні науки, початкова освіта, іноземні мови, фізичне виховання та спорт, середня фізико-математична освіта
- Інженерний факультет: аерокосмічна техніка, хімічна інженерія, цивільне будівництво, обчислювальна техніка, електротехніка та електроніка, інженерні науки, екологічна інженерія, харчова інженерія, геологічна інженерія, промислове машинобудування, машинобудування, металургійне та матеріалознавство, гірнича техніка, нафта та газова інженерія.

Крім них, є кафедра базової англійської мови та кафедра сучасних мов у Школі іноземних мов; технікум вищої школи; і, безпосередньо пов'язана з кабінетом президента, кафедра турецької мови та кафедрою музики та образотворчого мистецтва.

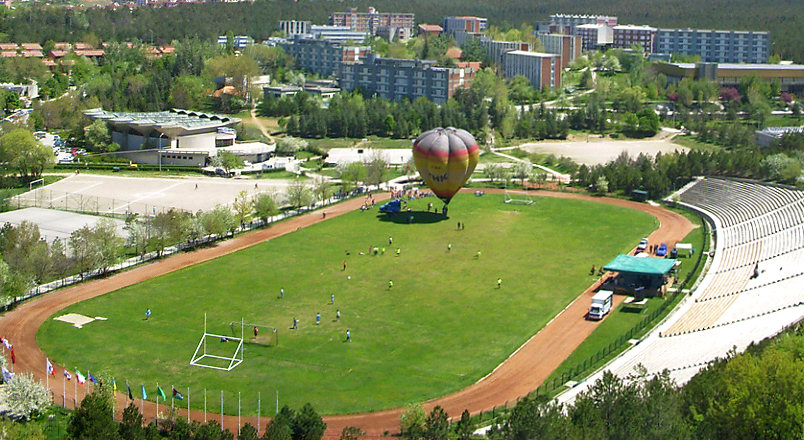
Частина кампусу METU. Стадіон METU, частина гуртожитків на задньому плані.

### Аспірантури
П'ять аспірантур METU відповідають за програми випускників.
- Вища школа прикладної математики
- Вища школа інформатики [Архівовано 3 травня 2020 у Wayback Machine.]
- Вища школа морських наук [Архівовано 11 жовтня 2008 у Wayback Machine.] (Інститут морських наук — ІМС)
- Вища школа природничих та прикладних наук
- Вища школа соціальних наук

## Наукова діяльність

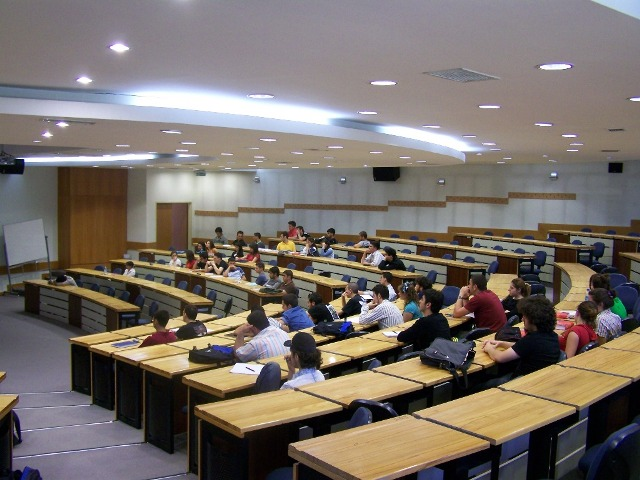
Аудиторія в METU.

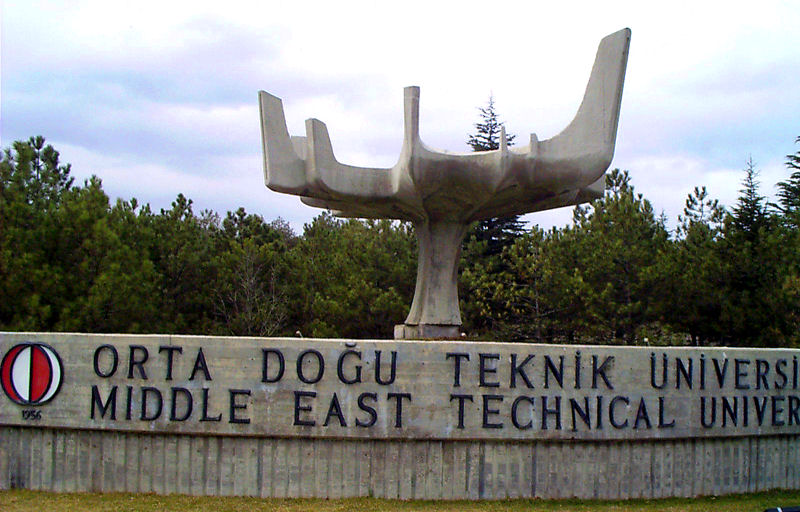
Статуя «Дерева науки» (Bilim Ağacı) біля головного входу в кампус METU.

Станом на 2010 рік у МЕТУ нараховувалося приблизно 23 000 студентів, з яких 15 800 навчалися на бакалаврських програмах, 4500 — на магістратурах та 2700 — на докторських програмах. Ще 1500 студентів відвідували програми в новому кампусі Північного Кіпру. Понад 40 % студентів МЕТУ переходять до аспірантури. Щорічно METU приймає понад 1500 міжнародних студентів з майже 80 різних країн завдяки 168 угодам Програми Еразмус, а завдяки 182 двостороннім угодам про обмін та співпрацю з університетами за кордоном (наприклад, з Центральної Азії, Близького Сходу, Північної Америки, Австралії, Далекого Сходу та Тихоокеанського регіону) університет направляє 350 студентів та щорічно приймає 300 студентів та 50 дослідників. Станом на 2010 рік в університеті працювало 2500 викладачів (професорів та доцентів), 500 академічних викладачів та понад 2000 асистентів.   Кількість випускників перевищує 500 000 (близько 350 000 закінчили магістерські програми).
Мова викладання в METU — англійська. Усі студенти, які навчаються, повинні мати ступінь володіння англійською мовою в академічних цілях, і це гарантується іспитом на майстерність перед початком навчання. Студенти з незадовільними знаннями англійської мови проходять підготовчу англійську освіту протягом одного року, яку проводить Школа іноземних мов METU. Два винятки викладення турецькою мовою, — це турецька мова та історія курсів турецької революції, розроблені Радою вищої освіти .

### Міжнародний огляд
|                                         | 2012 рік | 2013 рік | 2014 рік | 2015 рік          | 2016 рік          |
| --------------------------------------- | -------- | -------- | -------- | ----------------- | ----------------- |
| Всесвітній рейтинг вищої освіти         | 276-300  | 201-225  | 201-225  | 85                | 501-600           |
| Репутація вищої освіти Times            | 91-100   | 51-60    | 71-80    | Не застосовується | Не застосовується |
| QS World University Rankings Інженерія  | 185      | 204      | 118      |                   |                   |
| Рейтинг Webometrics університетів світу | 321      | 321      | 275      |                   |                   |

Дослідники METU активно беруть участь у багатьох проектахEUREKA, NASA, НАТО, NSF, ООН, Світового банку, Еразмус Мундус, Леонардо та SOCRATES. METU брав участь у 56 проектах 6-ї рамкової програми Європейського Союзу (РП6), включаючи координацію 12 проектів 6-ї рамкової програми та 3-х мережевих проектів передового досвіду. У рамках 7-ї рамкової програми (РП7) з 2007 року участь 33 науково-дослідних проектів передбачала участь METU
Станом на 2010 рік, METU мала 19 міжнародних спільних програм з європейськими та американськими університетами на рівні бакалаврату та аспірантури. METU членом різних асоціацій та об'єднань, що займаються міжнародною освітою та обміном, включаючи EUA, EAIE, IIE, GE3, SEFI та CIEE . Університет також бере активну участь у літніх програмах стажування AIESEC та IAESTE. Англійська мова як мова викладання у всіх ступенях програми значно полегшила міжнародне залучення METU та переміщення студентів та дослідників.
METU постійно проходить зовнішнє оцінювання, акредитацію та сертифікацію міжнародних організацій. У 1991 році METU ініціював довгострокову програму, щоб її інженерні програми оцінювали Акредитаційною радою з інженерних технологій (ABET), визнаним американським акредитатором програм коледжів та університетів з прикладних наук, обчислювальної техніки, техніки та технологій. Цей процес був завершений на інженерному факультеті, де було встановлено всі тринадцять бакалаврських програм, які були визнані «істотно еквівалентними» програмам, що мають акредитацію ABET у США. Університет завершив процес оцінювання Інституційної програми оцінювання (IEP) Європейської асоціації університетів (EUA) у 2002 році.
Завдяки зусиллям METU дотримуватися міжнародних стандартів, інженерний факультет був удостоєний у 1977 році «Срібним знаком пошани» Міжнародного центру інженерної освіти ЮНЕСКО та «Премією за значні досягнення в діяльності з акредитації» Інституту інженерів електротехніки та електроніки (IEEE). METU був удостоєний міжнародної премії «Ага Хан» в архітектурі в 1995 році за програму лісонасадження.
Будучи першим закладом країни, підключеним до мережі Інтернет на початку 1990-х, METU також управляє Турецьким доменним кодом вищого рівня (ccTLD) (домен «.tr»).

### Бібліотека METU
Основна бібліотека METU має одну з найбільших колекцій літератури Туреччини і містить майже 489 000 книг класифікованих за схемою класифікації бібліотеки Конгресу (LCC).
Бібліотека передплачує 1500 друкованих журналів (170,270 томів) і надає доступ до 50 537 електронних журналів, 200 120 електронних книг та 66 електронних довідкових джерел. У бібліотечних колекціях також зберігаються понад 1780 книжкових та серійних компакт-дисків, 1300 докторських дисертацій та 11 600 магістерських дисертацій.
Конспекти докторських дисертацій та деякі магістерські роботи з північноамериканських коледжів та університетів та деяких акредитованих міжнародних університетів також надаються, починаючи з 1861 року, з повними текстами, доступними з 1997 року.
Усі колекції бібліотеки переважно англійською мовою, але є і література турецькою, німецькою та французькою мовами.

## Кампуси

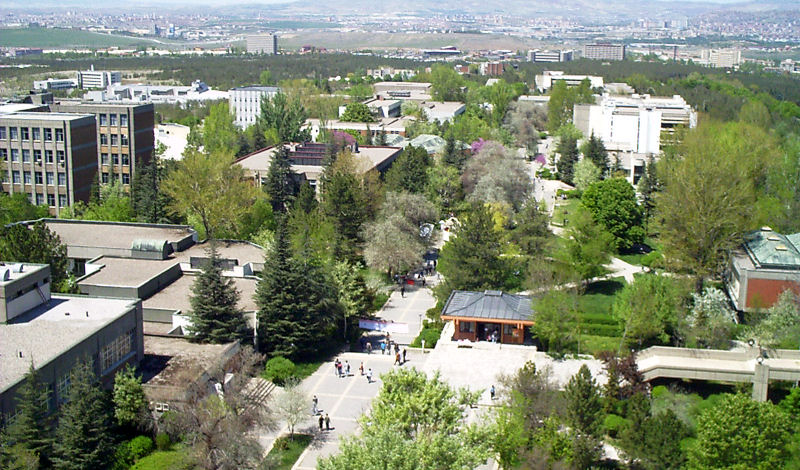
Частина кампусу METU, як видно з будівлі ММ (Mühendislik Merkez Binası).

### Кампус у Анкарі
Головний кампус METU в Анкарі, який використовується університетом з 1963 року, є першим університетським містечком Туреччини. Він розташований близько 20 км на захід від центру Анкари і займає площу 4,5 га, з яких 3 га є лісом METU. Територія кампусу була перетворена на ліс при постійній допомозі студентів та волонтерів з моменту заснування університету. Створення цього самобутнього містечка з його лісом очолював ректор METU з 1961 по 1969 рік Кемаль Курдас.
Озеро Еймір біля Гельбаші, всередині кампусу, використовується студентами та викладачами для веслування і активного відпочинку. У містечку доступні кілька типів громадського транспорту і побудовано станцію METU метро Анкари на головному вході в університетське містечко (ворота A1) в 2014 році.

### Кампус у Північному Кіпрі
У 2002—2003 навчальному році у Північному Кіпрі, близько 5 км на захід від Нікосії на острові Кіпр METU прийняв своїх перших студентів, але офіційно кампус був відкритий на Кіпрі у вересні 2005 року.

### Кампус Ердемлі
Кампус METU Erdemli в провінції Мерсін на узбережжі Середземного моря, що використовується Інститутом / Вищою школою морських наук (Deniz Bilimleri Enstitüsü) з 1975 року, є першим кампусом METU поза межами Анкари. Він розташований близько 45 км від Мерсіна. Площа кампусу становить 660 000 м², недалеко від берега та оточена лимонними деревами. Площа лабораторії становить близько 700 м². Гавань METU-IMS є важливим притулком для морського біологічного різноманіття на узбережжі Мерсіна. Гавань — єдине незаймане скелясте середовище існування вздовж довгого піщаного узбережжя.
Відеоматеріали з усіх кампусів можна отримати через METU-CAM [Архівовано 21 лютого 2020 у Wayback Machine.], колекцію з шести вебкамер у головному кампусі METU, одну в кампусі METU у Північному Кіпрі та одну в Вищій школі морських наук, в Ердемлі, Мерсін.

## МЕТУ-Технополіс
METU-Technopolis, або METUTECH, є першим науково-дослідним парком Туреччини. Заснований в межах кампусу, він спрямований на сприяння розвитку компаній, які проводять значні дослідження та розробки для виробництва високотехнологічних продуктів та послуг, отримуючи переваги від науково-дослідних можливостей METU та інформаційного фонду. Пріоритет надається компаніям, які виконують науково-дослідні та дослідно-конструкторські роботи в галузі інформаційних технологій, сучасних матеріалів, енергетики, автомобілебудування, хімії, біології та екологічних технологій.
Станом на 2009 рік, у проекті METU-Technopolis працювало близько 3 300 співробітників, приблизно 2700 з яких є науковими співробітниками (86 % від загальної кількості персоналу — випускники університетів, а 23 % — студенти-магістри, магістри або доктори наук), які працюють у 240 фірмах. Близько 90 % фірм — це малі та середні підприємства (МСП), 65 % з них спеціалізуються на інформаційних та комунікаційних технологіях, 25 % — в електроніці, 15 % — в інших галузях, таких як аерокосмічна, довкілля, біотехнології, нанотехнології, і новітні матеріали. Профіль компанії також включає транснаціональні компанії, такі як SBS, MAN, Cisco та Siemens . Для просування підприємництва та інновацій інкубаційний центр METU-Technopolis обслуговує 38 стартапів та мікрокомпаній, більшість з яких розпочинають своє життя за рахунок наукових проектів METU.
METU-Technopolis запрошує партнерів для декількох проектів Шостої рамкової програми Європейського Союзу (FP6) таких як NICE, SINCERE, ReSIST, SmeInnov8gate та IP4INNO.

## Студентське життя та культура

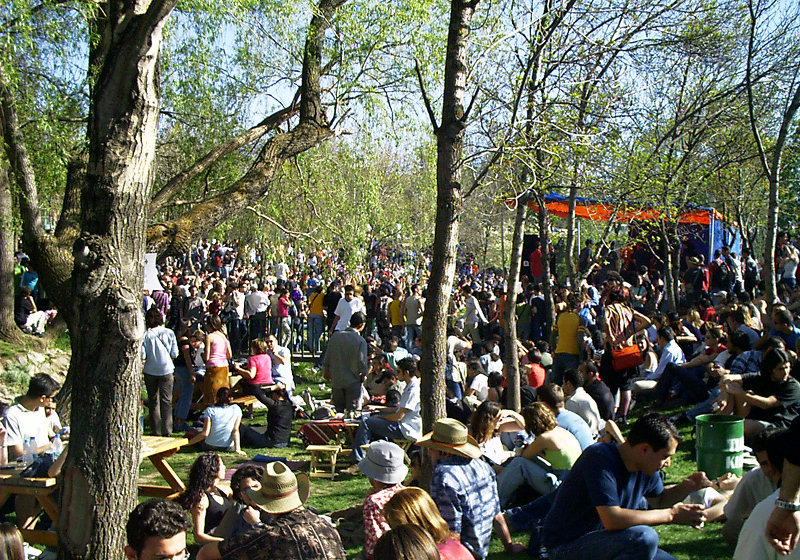
17-ий весняний фестиваль (Bahar Şenliği), Травень 2003 року.

Студентське життя в METU відзначається діяльністю студентських товариств, частими політичними протестами та фестивалями. Культурний конгрес-центр постійно проводить широкий спектр культурних подій, а також регулярні заходи, такі як Джазові дні METU та арт-фестиваль METU. Подія з найбільшою кількістю учасників — щорічний весняний фестиваль METU, п'ятиденна серія концертів та виставок під відкритим небом, що проводяться в головному кампусі.
Студенти METU мають спільні риси, зокрема використання англо-турецького жаргону (METUrkish, ODTÜrkçe), це зумовлено тим, що англійська мова є мовою викладання, що охоплює академічні процеси і студентське життя (і змішавшись з мовою кампусу, подібно як перська, арабська та французька в минулому, змішалася з турецькою, щоб створити османську технічну мову), що, як вважають, не дуже подобається студентам інших університетів; і всюдисуще слово " Хокам " (що означає " Мій учитель "), яке використовується студентами METU для звернення до будь-кого, від водіїв автобусів до старших викладачів. Під цією фразою лежить філософія, що кожен має чому навчитися один у одного.
Основний кампус має гуртожиток для майже 7000 студентів, які користуються торговим центром, банками, поштовим відділенням та різноманітними спортивними спорудами, включаючи гімнастичні заклади, тенісні корти, баскетбольні та футбольні поля, бігові доріжки, критий басейн олімпійського розміру та відкритий басейн.

### Студентські організації
У METU працюють численні студентські організації. Деякі з них:
| Абревіатура | Повна назва                                                                             | Засновано | Опис | Посилання                                        |
| ----------- | --------------------------------------------------------------------------------------- | --------- | --- | ------------------------------------------------ |
| METU Aikido | METU Aikido Society (ODTÜ Aikido Topluluğu)                                             | 2001      | Товариство METU для людей, які цікавляться японським бойовим мистецтвом айкідо, а також найбільшим докіо айкідо в Туреччині. Товариство айкідо METU щороку організовує Міжнародний фестиваль айкідо на METU. | [Архівовано 3 березня 2022 у Wayback Machine.]   |
| OCİT        | METU First Aid and Life Saving Society (ODTÜ Cankurtarma ve İlkyardım Topluluğu)        | 1992      | Має на меті навчити першій допомозі та що робити у надзвичайних ситуаціях. Це для отримання обізнаності про надання першої допомоги та порятунку людей. | [Архівовано 19 березня 2022 у Wayback Machine.]  |
| METU MECH   | METU Mechanical Engineering and Innovation Society (ODTÜ Makina ve İnovasyon Topluluğu) | 2009      | METU MECH — технічний та соціальний клуб студентів. Діяльність суспільства варіюється від інженерних проектів до безкоштовних лекцій у численних сферах. Основна мета клубу — розширити наукові знання в METU та забезпечити місце, де можна проводити науково-дослідну та дослідницьку діяльність на бакалаврському рівні. Товариство проводить щорічну подію під назвою «ODTÜ Sanayi Günleri (OSG)», яка передбачає великі презентації компанії, а також семінари. |                                                  |
| BIYOGEN     | METU Biology and Genetics Society                                                       | 2004      | METU BIYOGEN — студентський клуб, який має на меті покращити розуміння основних наук, особливо біології та суміжних наук, таких як еволюційна біологія в METU, а також по всій Туреччині. Використовуючи свої підгрупи, такі як Еврим Ахаці (англ. Дерево еволюції), журнал Яшам Ахачі (англ. «Дерево життя»), Комітет по боротьбі зі СНІДом тощо, клуб організовує відкриті для публіки події, на яких просуваються успіхи та пропагуються основні науки та інформується громадськість. Суспільство також бере участь у наукових дослідженнях фундаментальних наук. Щороку товариство організовує найбільші конференції з еволюційної біології у Туреччині, відкриті для публіки, кожна з яких включає понад 600 міжнародних учасників. | [Архівовано 30 січня 2012 у Wayback Machine.]    |
| HUT         | METU Aerospace Students Society (EUROAVIA Ankara)                                       |           | Аерокосмічне студентське товариство METU та один з найбільших членів Європейської асоціації студентів аерокосмічного простору (EUROAVIA). Товариство організовує місцеві заходи (наприклад, семінари, вечірки, барбекю, виступи, курси літаків з масштабними моделями, лекції з історії авіації) та бере участь у міжнародних заходах EUROAVIA (наприклад, конгресах, флігелях, симпозіумах). | [Архівовано 1 листопада 2020 у Wayback Machine.] |
| HAT         | METU Aviation Club Paragliding Group                                                    | 1992      | Група любителів авіації та парапланеризму, встановила кілька рекордів у Туреччині. Місце для занять, яке часто використовує група, — пагорб Ракон в Анкарі, тоді як для більш серйозних тренувань група організовує поїздки в інші провінції країни. | [Архівовано 7 січня 2019 у Wayback Machine.]     |
| CCLUB       | METU Computer Club                                                                      | 1989      | Комп'ютерний клуб має на меті інформувати членів про комп'ютерні технології та збільшити кількість джерел, написаних турецькою мовою про комп'ютерні науки. CClub організовує Конкурс традиційного програмування щороку з 1997 року. Клуб також має електронний журнал під назвою «e-bergi», який щомісяця публікується на вебсайті http://www.e-bergi.com. | [Архівовано 10 травня 2022 у Wayback Machine.]   |
| IEEE        | IEEE METU Student Branch                                                                |           | Філіал METU Інституту інженерів електротехніки та електроніки (IEEE) — одне з найактивніших студентських товариств на кампусі. Маючи дванадцять студентських підгалузей, студентський відділ IEEE METU бере участь як у технічній, так і в соціальній діяльності. Спільнота також бере активну участь у загальноєвропейських проектах та заходах, таких як EESTEC. IEEE METU видає журнал Biltek чотири рази на рік. | [Архівовано 28 березня 2022 у Wayback Machine.]  |
| VT          | METU Productivity Club (Odtü Verimlilik Topluluğu)                                      | 1992      | Група, яка має на меті розвивати стосунки між студентами, науковцями та діловим світом. Клуб продуктивності METU — перший турецький член європейських студентських спілок індустріальної інженерії та менеджменту (ESTIEM), який з'єднує клуб з Європою з 1996 року. | [Архівовано 1 серпня 2010 у Wayback Machine.]    |
| SDT         | METU Socialist Thought Club (Sosyalist Düşünce Topluluğu)                               | 1965      | Одне з найдавніших товариств METU. Воно було засноване у 1965 році 12 студентами-соціалістами. На початку 1970-х воно налічувало понад 400 членів. Товариство був закрите ректором в 1971 році. SDT було поновлено у 2002 році студентами у зв'язку з масовими подіями в кампусі. |                                                  |
| KGT         | METU Classical Guitar Society (Klasik Gitar Topluluğu)                                  | 1975      | Засноване Ахметом Каннечі в 1975 році, це перше гітарне товариство Туреччини та перша серйозна організація навчання гітарі в Анкарі. Товариство має на меті впровадження та поширення класичної музичної культури. Товариство виховало деяких найталановитіших артистів (таких як Ахмет Канечі, Джем Дуруйос, Орхан Анафарта, Емре Сабункуоглу та Гутай Йілдиран) та активно підтримує класичну музику своїми добровільними уроками класичної гітари, постійною музичною діяльністю та ін., проводить щорічний Міжнародний фестиваль класичної гітари (який також є найдовшим фестивалем класичної гітари в Туреччині). | [Архівовано 24 липня 2021 у Wayback Machine.]    |
|             | METU Capoeira Society                                                                   | 2002      | Студентське товариство, яке займається бойовим мистецтвом капоеіра. Засноване Лейдою Кавак у 2002 році. Основним напрямком його діяльності є капоейра, також культура Бразилії. З 2010 року є представником Muzenza. Офіційний вебсайт — www.parande.com |                                                  |
| THBT        | Turkish Folklore Club (Türk Halk Bilimi Topluluğu)                                      | 1961      | Одне з найстаріших студентських товариств METU, яке переважно займається народними танцями та народною музикою. Тут відкриті безкоштовні курси турецьких народних інструментів та народних танців. Анатолійський музичний фестиваль та дні фольклору — події, які товариство організовує щорічно. | [Архівовано 19 березня 2022 у Wayback Machine.]  |
| ORT         | METU Robotic Society (ODTÜ Robot Topluluğu)                                             | 2000      | Технічне студентське товариство. Товариство робототехніків організовує безкоштовні технічні курси для студентів METU. Товариство щороку проводить Формулу-G у Туреччині. MEŞ-e, сонячний автомобіль, побудований Робототехнічним товариством, виграв Формулу-G 2005. Крім того, товариство щорічно проводить захід Міжнародні дні робототехніки METU. |                                                  |
| ADT         | Atatürk's Thought Club                                                                  | 1989      | Студентське товариство, що бере участь у політичній діяльності. Група організовує панельні дискусії та дебати з різних аспектів політики. | [Архівовано 30 травня 2020 у Wayback Machine.]   |
| FPIRC/DPUİT | METU Foreign Policy and International Relations Club                                    | 1992      | Клуб складається з 5 підгруп, серед яких є «Hariciye» (дворічний журнал закордонних справ, який видається турецькою мовою), «News Report» (щотижневий журнал світових новин та думки студентів з питань закордонних справ), «METU Model Society of Nations» (Модельна команда ООН — одна з найуспішніших груп дебатів університету на рівні Туреччини), «EUROsimA» (щорічна конференція, яка імітує Європейський Союз, 10-та щорічна сесія відбулася в 2014 році) та конференція та зв'язки з громадськістю (яка організовує чати та відвідування міністерств та забезпечує координацію 5 підгруп) |                                                  |
| ILKYAR      | First Aid Society                                                                       |           | Прагнення до впровадження моральної та матеріальної допомоги учням початкової та середньої школи. Товариство організовує діяльність по збору грошей на ці потреби та співпрацює з багатьма іншими компаніями та благодійними організаціями. | [Архівовано 1 травня 2020 у Wayback Machine.]    |
| DKSK        | Mountaineering & Winter Sports Club                                                     | 1963      | Важливе спортивне товариство METU. Це товариство стало відомим після їх подорожі на вершину Евересту. Перший турецький саміт жінок Ейлем Еліф Мавіш є підгрупою товариства. |                                                  |
| KTMT        | Turkish Classical Music Club (Klasik Türk Müziği Topluluğu)                             |           | Ще одне товариство з музики. Область інтересів KTMT здебільшого стосується класичних турецьких музичних інструментів. Як і THBT, KTMT також організовує безкоштовні курси для студентів. |                                                  |
|             | Book Club                                                                               | 1996      | Літературне студентське товариство, яке організовує заняття з читання і має на меті розширити сферу читання та інтелектуальні здібності учнів. Крім організації семінарів про письменників та літературу, товариство приймає відомих авторів для колективів. |                                                  |
| SFFS        | Science Fiction and Fantasy Society (Bilim Kurgu ve Fantazi Topluluğu)                  |           | Студентський клуб, який об'єднує студентів, які цікавляться науково-фантастичною та фантастичною літературою, кіно, коміксами, рольовими іграми. Дві основні заходи клубу — пошук скарбів, один із найстаріших та найпопулярніших заходів METU Spring Fest, та METUCON — науково-фантастичний і фантастичний конгрес, що проводиться щорічно. Окрім TH та METUCON, клуб організовує семінари та групи читання з жанру наукової фантастики та фентезі та кінопоказів. Також члени клубу роками формують бібліотеку, присвячену науковій фантастиці та фантастичній літературі, і кожен в університеті може нею користуватися. |                                                  |
|             | Chess Club                                                                              |           | Студентське товариство любителів шахів. Клуб організовує кілька турнірів та заходів з шахів. | [Архівовано 29 серпня 2007 у Wayback Machine.]   |
| KDO         | METU Karate-Do Club                                                                     | 1984      | Філія спортивного клубу METU тренує карате-до в стилі Шотокан з 1984 року. Є членом Всесвітньої федерації карате (WKF) та Всесвітньої федерації шотокан карате-до (WSKF). Відвідує семінари та змагання по всьому світу. Нагороджена золотою медаллю на чемпіонаті світу WSKF 2004 року, що проходив у Токіо, Японія. | [Архівовано 31 березня 2009 у Wayback Machine.]  |
|             | METU Bridge Club                                                                        |           | Студентське товариство любителів бриджу. За останнє десятиліття клуб зростив значну кількість молодих гравців турецьким молодіжним бридж-командам (U21, U26 та Girls). |                                                  |
| ODTÜ MT     | METU Music Societies                                                                    |           | Студентське товариство з основною місією підтримувати аматорську музику (особливо рок та споріднені жанри) з кінця 80-х років. Музичні товариства — це дуже активне товариство з такими подіями, як Фестиваль озера, Дні металу, Дні аматорської музики, Дні Rock'n Blues, Рок-фестиваль та частина весняного фестивалю METU без великої спонсорської підтримки та з повністю добровільною роботою членів товариства. Товариство діє як школа для музикантів-любителів переважно в жанрах рок, металу та блюзу. | [Архівовано 24 липня 2021 у Wayback Machine.]    |
|             | METU Classical Music Society                                                            |           | Прагне організувати концерти, пов'язані з класичною музикою. |                                                  |
| ODO         | METU Players (ODTÜ Oyuncuları)                                                          | 1960      | Гравці Metu — це університетський театральний клуб. | [Архівовано 1 травня 2009 у Wayback Machine.]    |
|             | METU Musical Society «The Company» (ODTÜ Müzikal Topluluğu)                             | 1997      | Студентське товариство створює мюзикли на різних майданчиках по всій країні. |                                                  |
|             | METU Debating Society (ODTÜ Münazara Topluluğu)                                         | 2007      | Дискусійний клуб, який бере участь у національних та міжнародних дебатних турнірах британського парламентського стилю. | [Архівовано 9 серпня 2020 у Wayback Machine.]    |
| AAT         | METU Amateur Astronomy Society (ODTÜ Amatör Astronomi Topluluğu)                        | 1986      | Клуб любителів астрономії, має на меті ділитися останніми новинами та проводити семінари з іншими студентами з астрономії. | [Архівовано 14 серпня 2020 у Wayback Machine.]   |

## Відомі особистості

### Факультет
- Бехрам Куршуноглу (1956—1958) — фізик, доктор наук та магістр в Едінбургському університеті та доктор наук в Кембриджському університеті, найбільш відомий своїми роботами з уніфікованої теорії поля і брав участь у відкритті двох різних типів нейтрино в кінці 1950-х
- Каїт Арф (1967—1980) — відомий як Арф інваріант, доктор наук та магістр з математики в Еколе Нормале Супер'єр
- Ердал Іненю (президент 1970—1971, факультет 1964—1974) — к.е.н. та магістр з фізики в Близькосхідному технічному університеті та доктор наук в Каліфорнійському технологічному інституті та колишній прем'єр-міністр Туреччини
- Феза Ґюрсі (1961—1974) — фізик-теоретик — доктор наук з математики та фізики в Стамбульському університеті та доктор наук в Імперському коледжі Лондона та отримувач медалі Вігнера в 1986 році
- Халіл Берктай (1992—1997) — історик, в даний час в працює університеті Сабанчі
- Кемаль Дервіш — (1973—1976) — економіст — Алма Матер: Лондонська школа економіки, Принстонський університет, колишній керівник Програми розвитку ООН, колишній віце-президент Світового банку на Близькому Сході, колишній віце-прем'єр-міністр Туреччини
- Кемаль Карпат (1958—1959, 1968—1971) — історик, в даний час в університеті Вісконсіна — Медісон
- Хаккі Огельман (1970—1990) — фізик і астрофізик
- Октай Сінаноглу — фізична хімія, молекулярна біофізика та біохімія — бакалавр і доктор наук в Каліфорнійському університеті, Берклі, магістр в Массачусетському технологічному інституті, отримав премію Гумбольдта в 1973 році і двічі був номінатором Нобелівської премії з хімії .
- Ордал Демокан (1946—2004) — фізик, інженер-електрик
- Улус Бейкер — соціолог

### Випускники
- Абдулла Аталар (доктор технічних наук) в галузі електроніки, магістр та к.т.н. в Стенфордському університеті, президент університету Білкент
- Ахмет Бозер — віце-президент компанії Coca-Cola
- Алев Алатли — економіст, економіст, письменник і оглядач
- Алі Бабакан — керуючий в Школі управління Келлог, колишній міністр Міністерства закордонних справ Туреччини, колишній міністр Міністерства економіки (Туреччини) та колишній віце-прем'єр-міністр Туреччини та колишній головний переговорник щодо вступу Туреччини до Європейський Союз
- Ataç İmamoğlu — к.т.н. Стенфордський університет, колишній науковий співробітник Гарвардського університету, а нині керівник групи квантової фотоніки та професор ETHZ (Швейцарський федеральний технологічний інститут)
- Айлін Назляка (B.S.) — економіст, бізнес-леді та політик, програма лідерів у Гарвардській школі Кеннеді та колишній викладач Бількентського університету, член Республіканської народної партії
- Амір Фаршад Ебрагімі (кандидат наук), правозахисник в Ірані, журналіст
- Бурчак Йозолу Почан (B.S.) — альпініст, один із чотирьох турецьких жінок, що підкорили Еверест
- Naşide Gözde Durmuş (B.S. 2007) — науковець зі Стенфордського університету, визнаний у 2015 році серед «Топ-35 інноваторів у світі до 35 років» (TR35), піонером у галузі біотехнології та медицини, MIT Technology Review
- Кан Дюндар (кандидат наук з 1996 р.) — журналіст, бакалавр з журналістики в Лондонській школі журналістики, оглядач «Репортери без кордонів» у 2015 році
- Чевдет Єлмаз (бакалаврат) — економіка, к.т.н. в Бількентському університеті, колишній віце-прем'єр-міністр Туреччини та міністр Міністерства розвитку (Туреччина)
- Cüneyd Düzyol (1988) — інженер в галузі цивільного будівництва, магістра з економіки в Університеті Іллінойсу в Урбані — Шампейн і колишній міністр Міністерства розвитку (Туреччина)
- Ече Сюкан (B.S. 1998) — турецька модель та колишній головний редактор Vogue Turkey